# Höhlenknoten
Der Höhlenknoten ist eine Schlinge aus der Höhlenforschung.

## Namen und Geschichte
Dieser Knoten wird von französischen und österreichischen Höhlenforschern benutzt und setzt sich auch in Deutschland und der Schweiz immer mehr durch. In der Nautik benutzt man zwei dieser Knoten zum Verbinden gleich starker Enden als doppelten Spierenstich. Obwohl der Höhlenknoten nur einen Knoten davon verwendet und eine Schlinge – keine Schlaufe – ist, wird er von den Höhlenforschern manchmal aber auch Spierenstichschlaufe bzw. demi pêcheur double genannt.

## Anwendung
Der Höhlenknoten dient zur Herstellung einer Kurzsicherung (englisch Cowtail) mittels Befestigung eines Dynamikseils am Karabinerhaken, nicht jedoch zum Anseilen.
Dabei wird der Knoten gegenüber des Bogens fixiert, sodass er sich nicht bewegt und dadurch leichter gehandhabt werden kann. Somit wird bei Aufnahme der Last am Bogen eine Belastung des Karabinerhakens in der bruchlaststärksten Längsrichtung sichergestellt und eine Querbelastung verhindert. Durch Belastung zieht sich der Knoten am Karabiner sehr fest zu. Dies hat eine sehr schlechte Lösbarkeit nach Belastung zur Folge.
Mit dem Höhlenknoten können auch Expressschlingen hergestellt werden, oder kurze Schlingen zur Selbstsicherung, in der Höhlenforschung „Longe“ genannt. In Frankreich wurden solche Longen auf Bruchlast, Fangstoß und Knotenfestigkeit untersucht. Der Höhlenknoten bringt die niedrigsten Werte beim Fangstoß und ist entsprechend am besten geeignet zur Selbstsicherung.
Auch in der seilunterstützten Baumpflege findet der Knoten als Spierenstichschlinge Verwendung z. B. als Anschlagknoten von Reepschnurenden an Karabinerhaken bei der Verwendung von Klemmknoten.

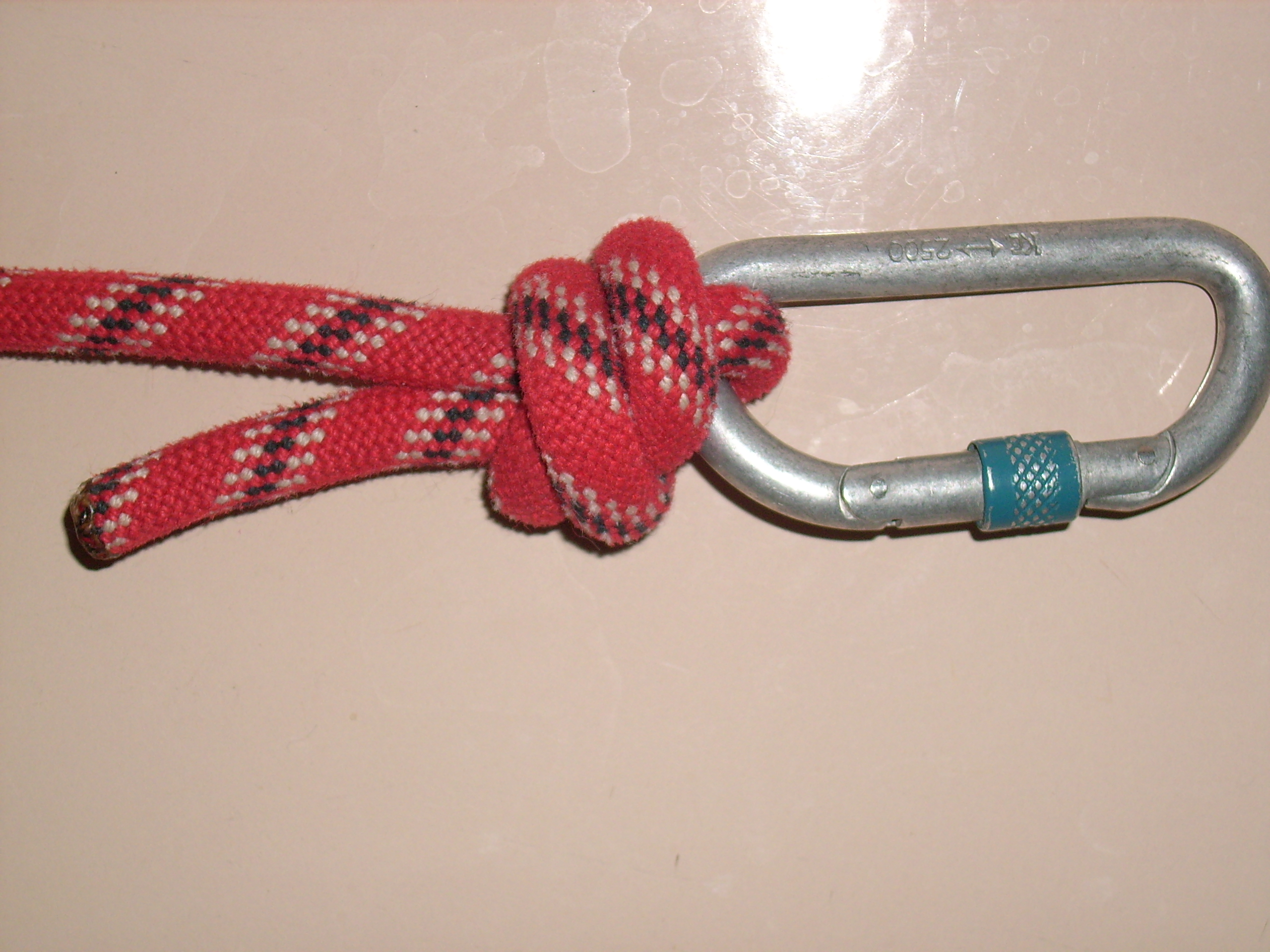
Fixiert den Karabiner zur Belastung in Längsrichtung
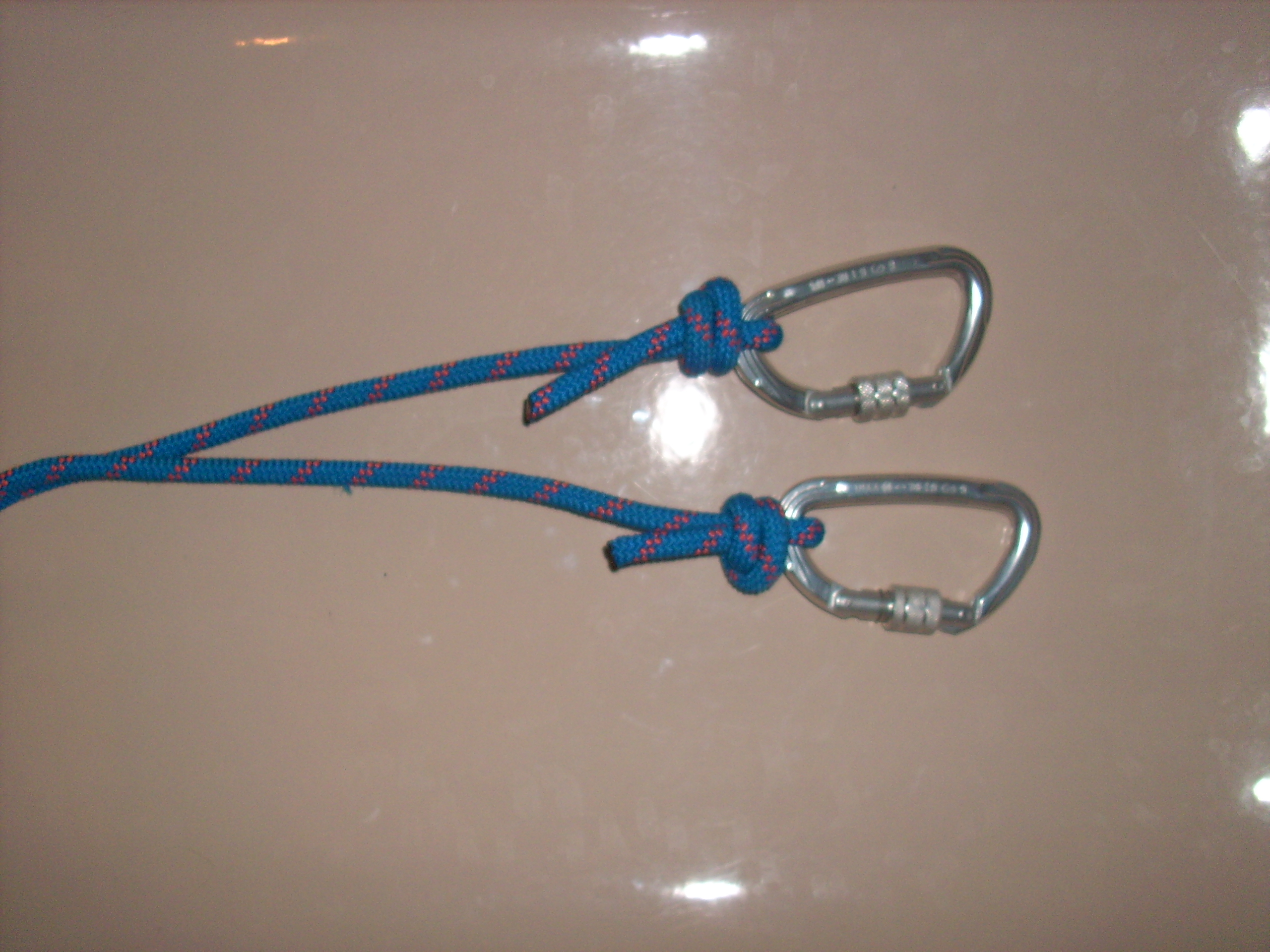
Selbstsicherung „Longe“

## Knüpfen
Der Höhlenknoten ist ein Zweistrang-Bändselknoten mit zwei (statt drei) Wicklungen, er besteht aus einem doppelten Überhandknoten um das feste Ende und kann auf verschiedene Arten geknüpft werden: gesteckt oder mit dem stehenden Ende eines doppelten Überhandknotens auf Slip. Im Folgenden die gesteckte Variante:

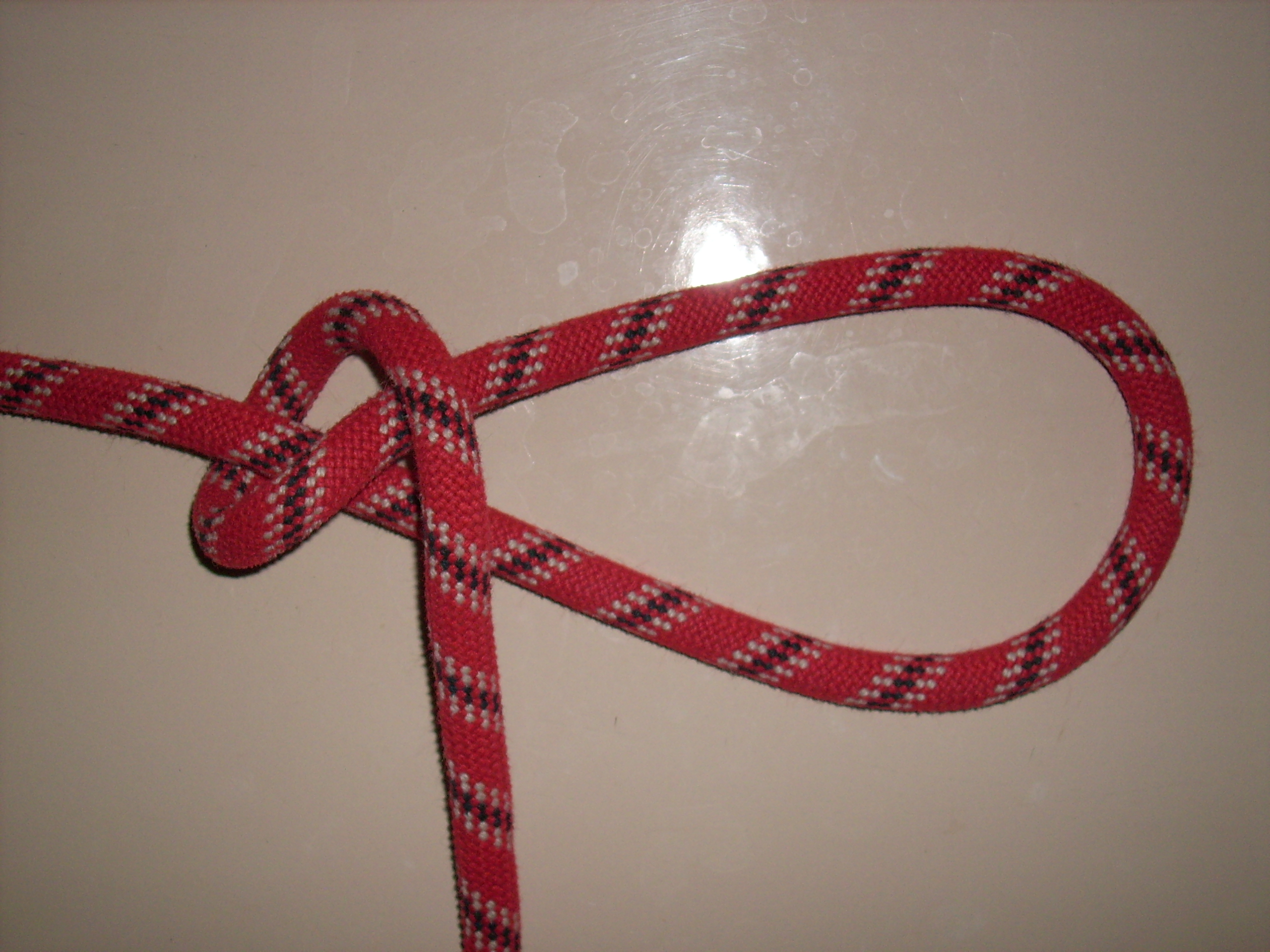
Erster Törn
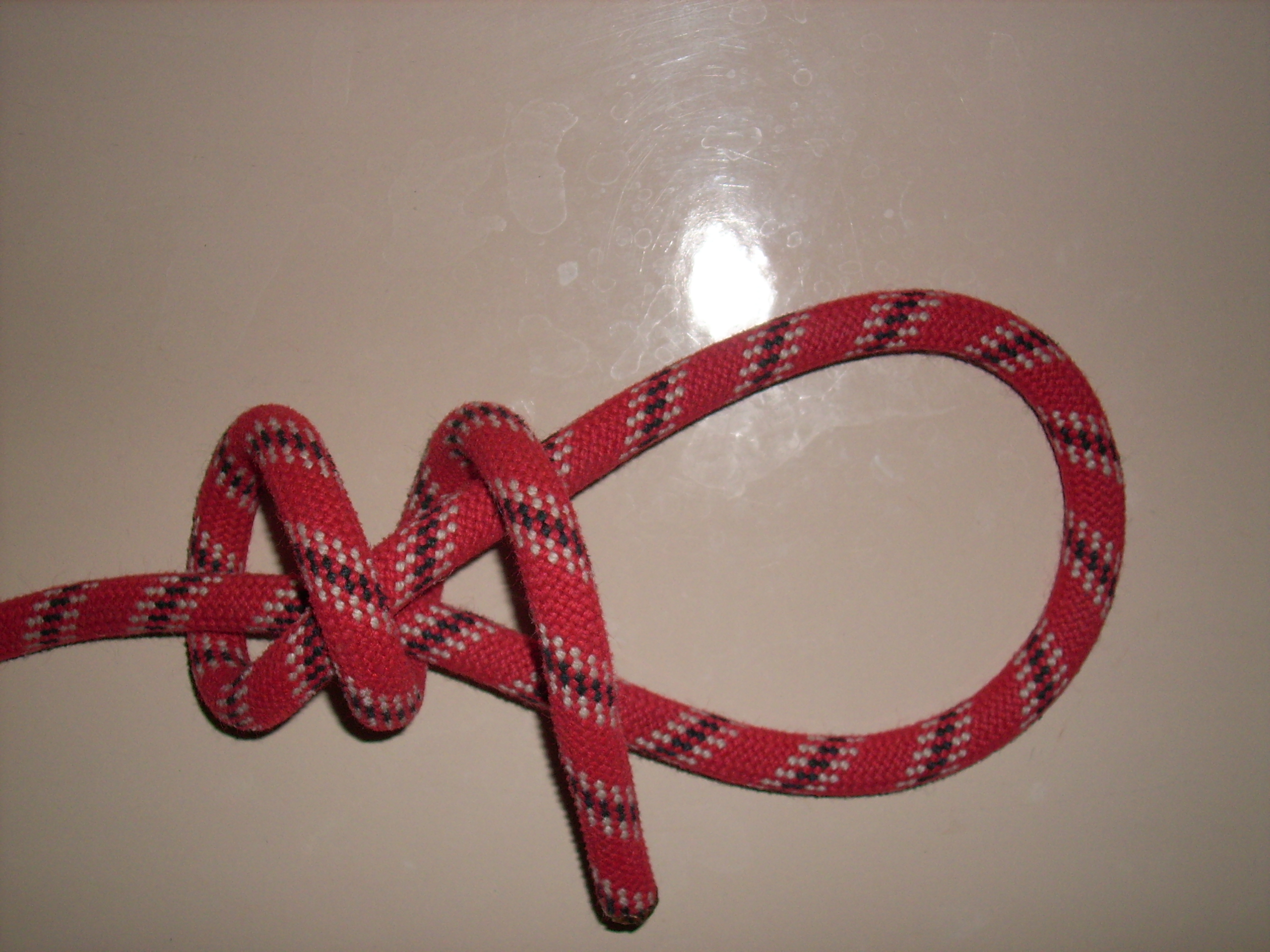
Zweiter Törn
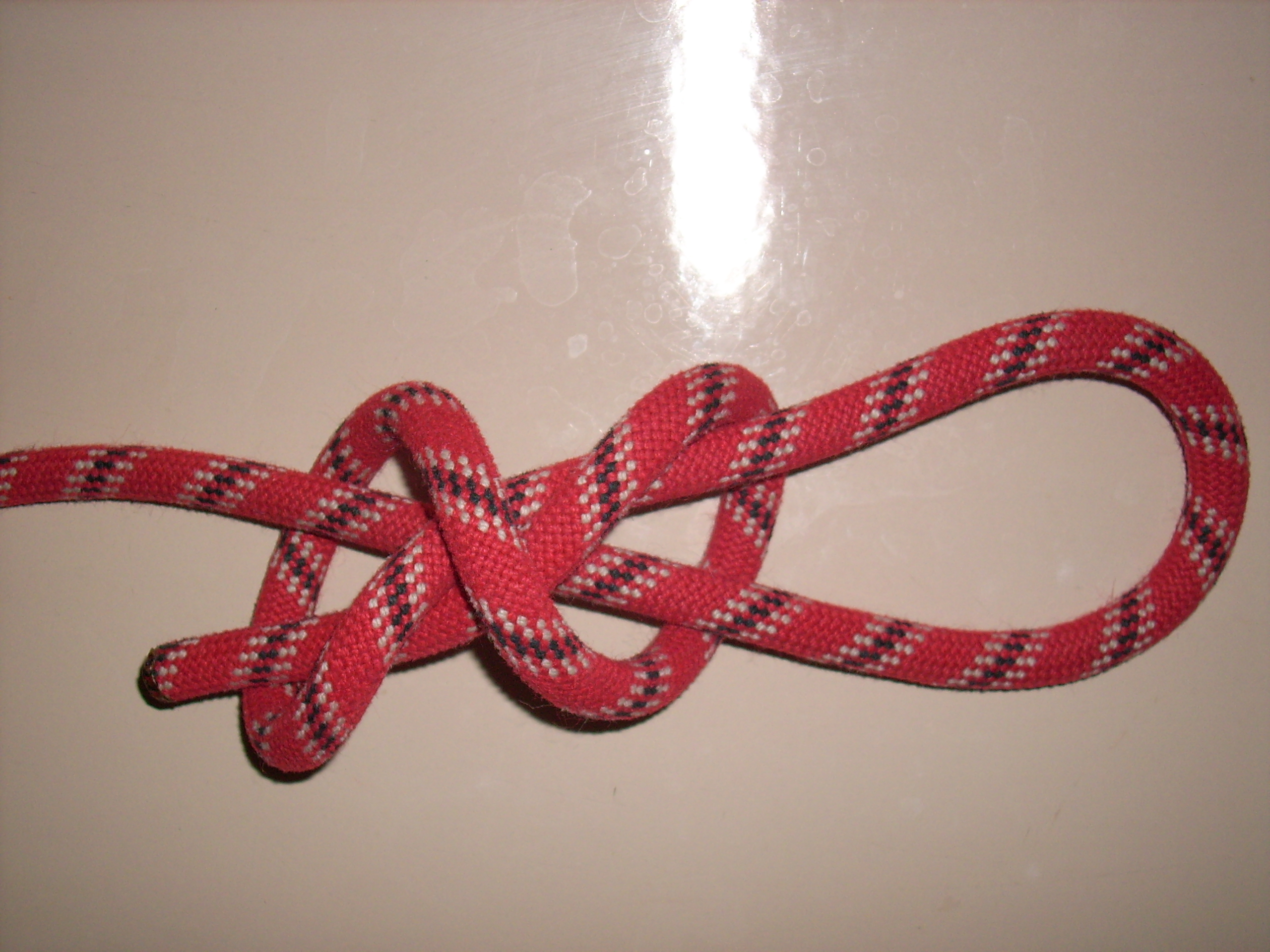
Ende durchstecken
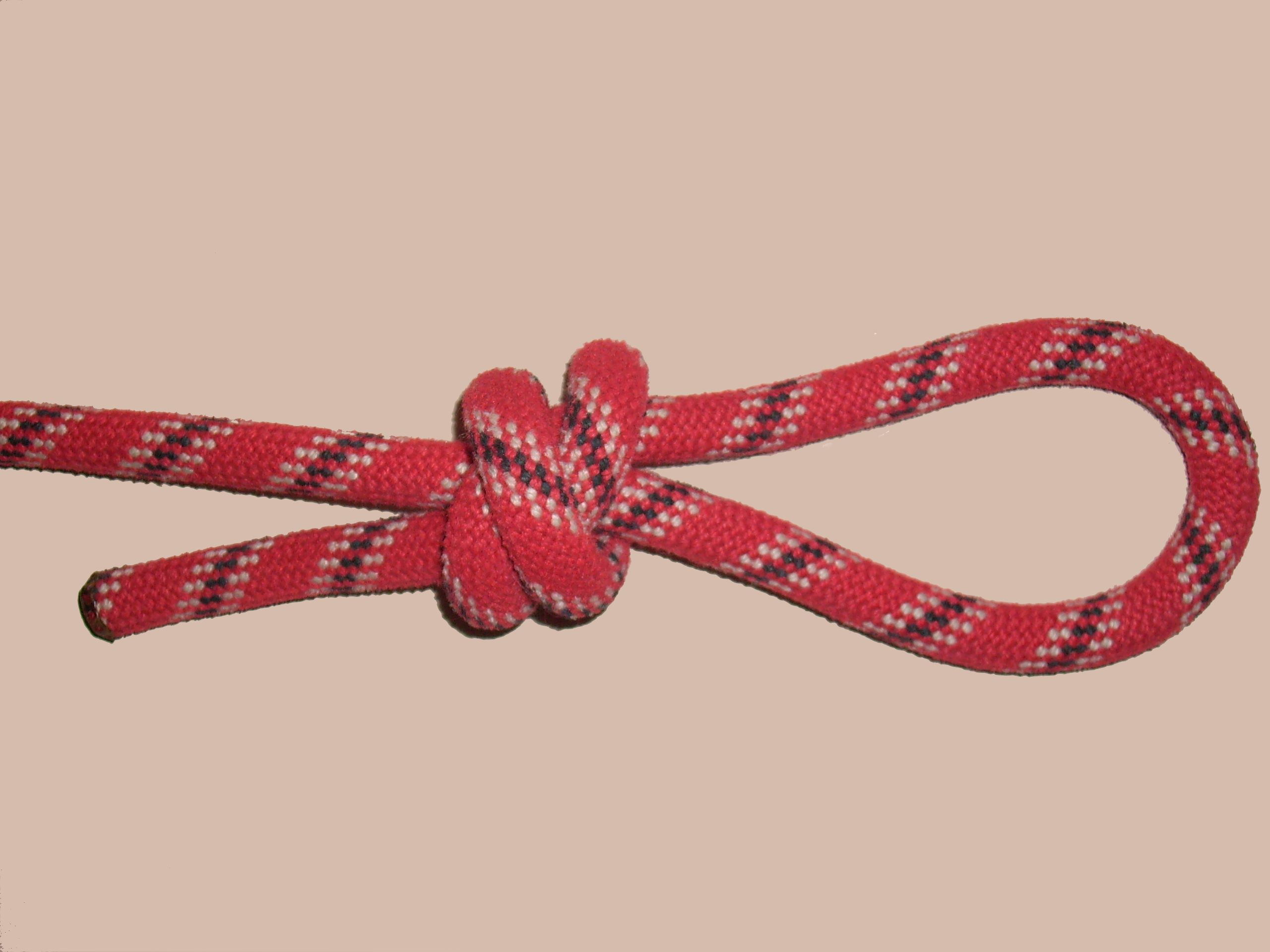
Festziehen

## Alternativen
- Die Kletterer verwenden zum Einhängen am Karabiner den Achterknoten.
- Zur Selbstsicherung am Karabiner wird auch der Webeleinenstek verwendet.
- Soll der Knoten am Karabiner unter Zug lösbar sein, wird der Bergrettungsknoten verwendet.
- Segler verwenden an einem Ring, am Schäkel oder an einer Spiere den Gordingstek.
- Zum Einbinden einer Kausch dient der Zweistrang-Bändselknoten.

## Abwandlungen

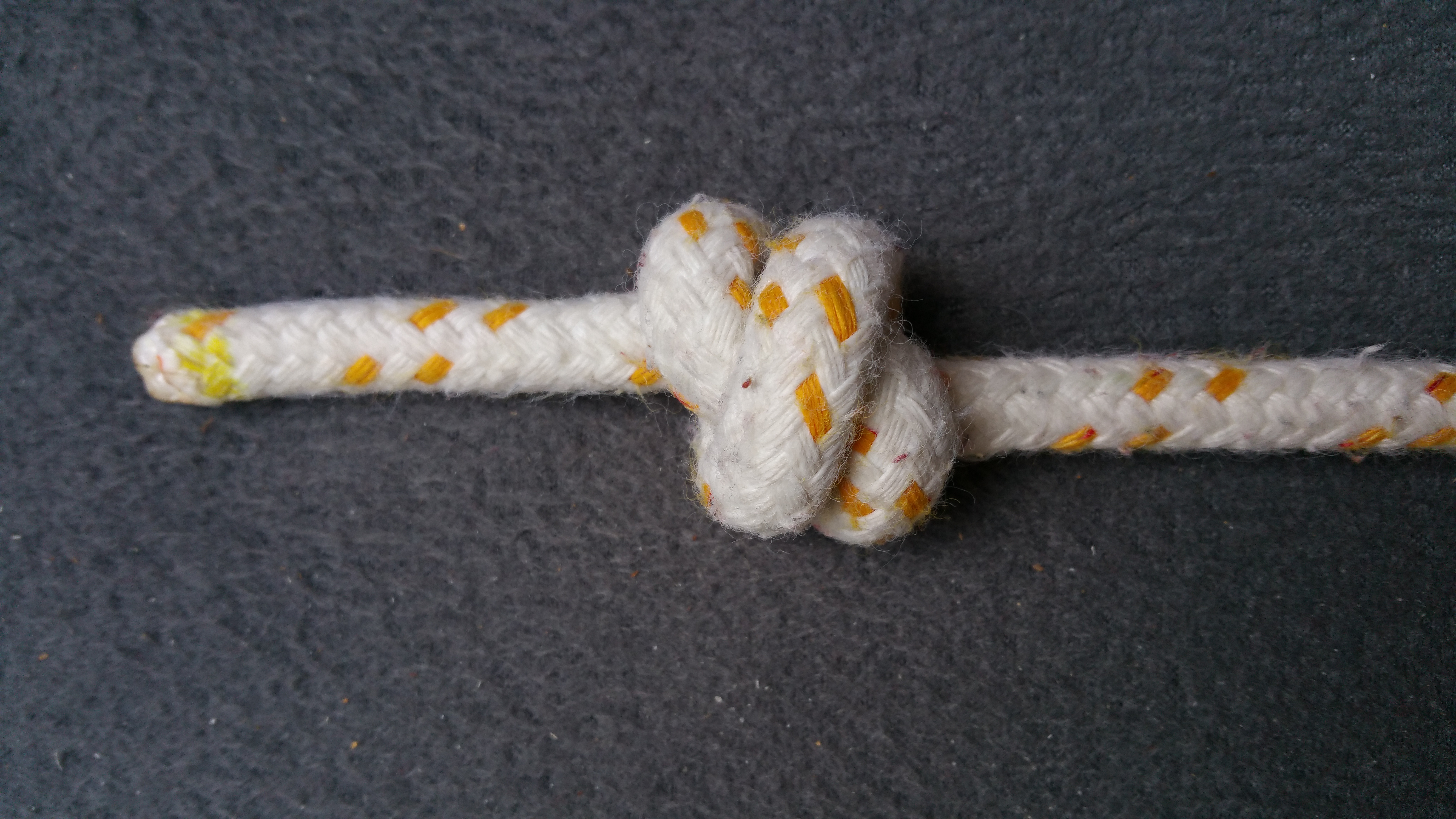
Ohne Schlinge wird er zum Doppelten Überhandknoten.
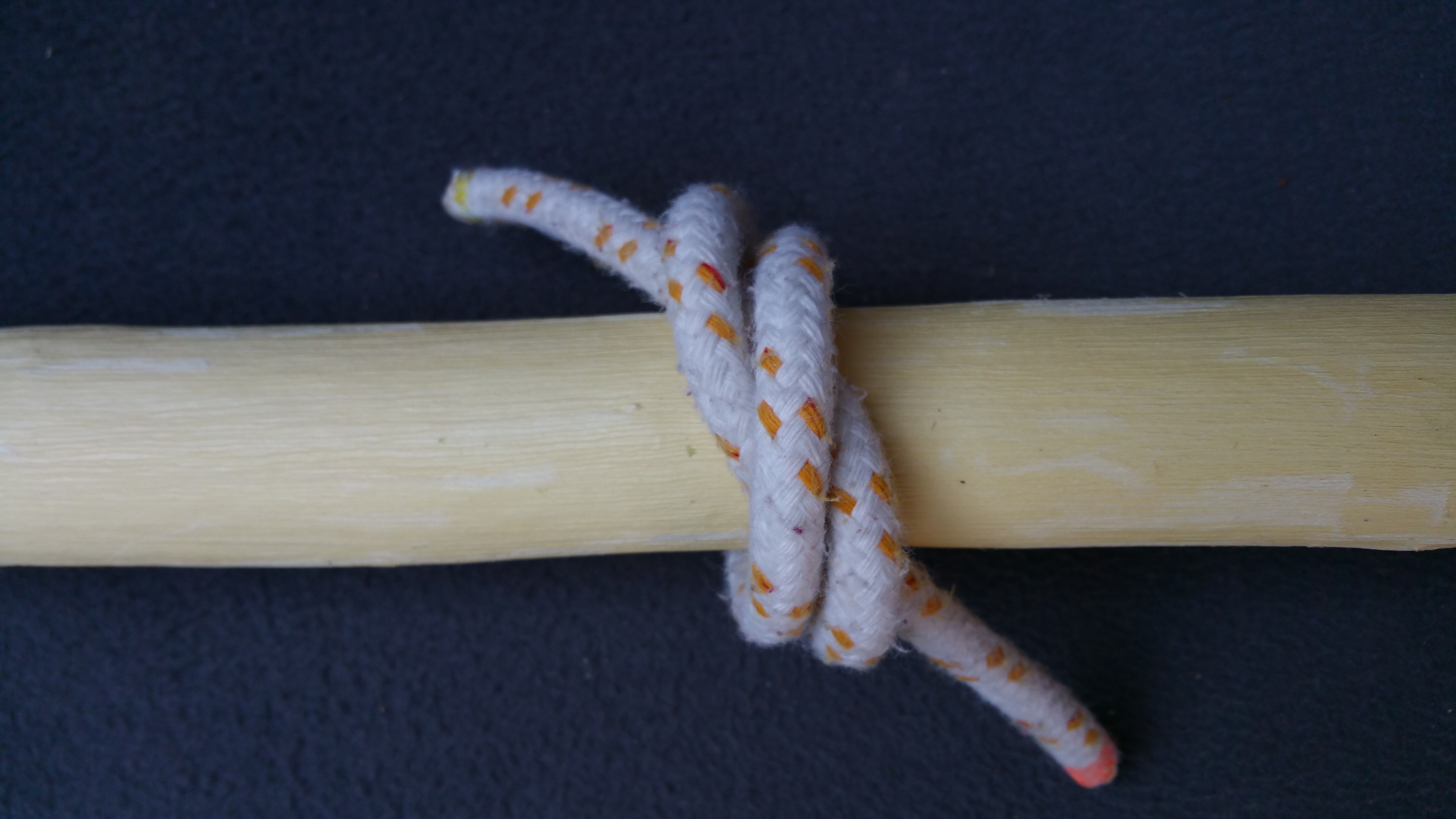
Wird statt einer Schlinge ein Gegenstand eingebunden, erhält man einen Schnürknoten.
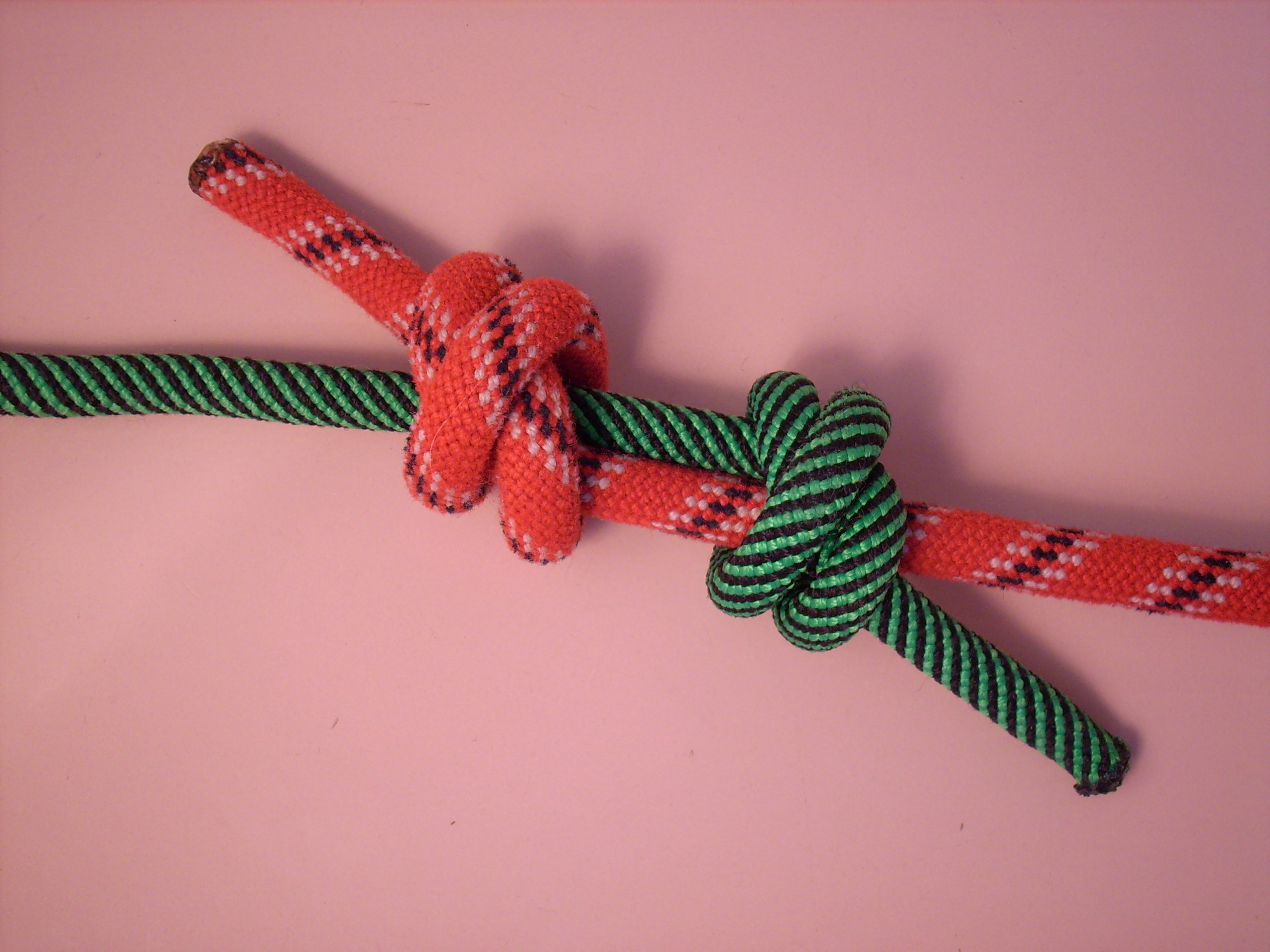
Mit zwei Seilen geknüpft ist er die eine Hälfte vom Doppelten Spierenstich.
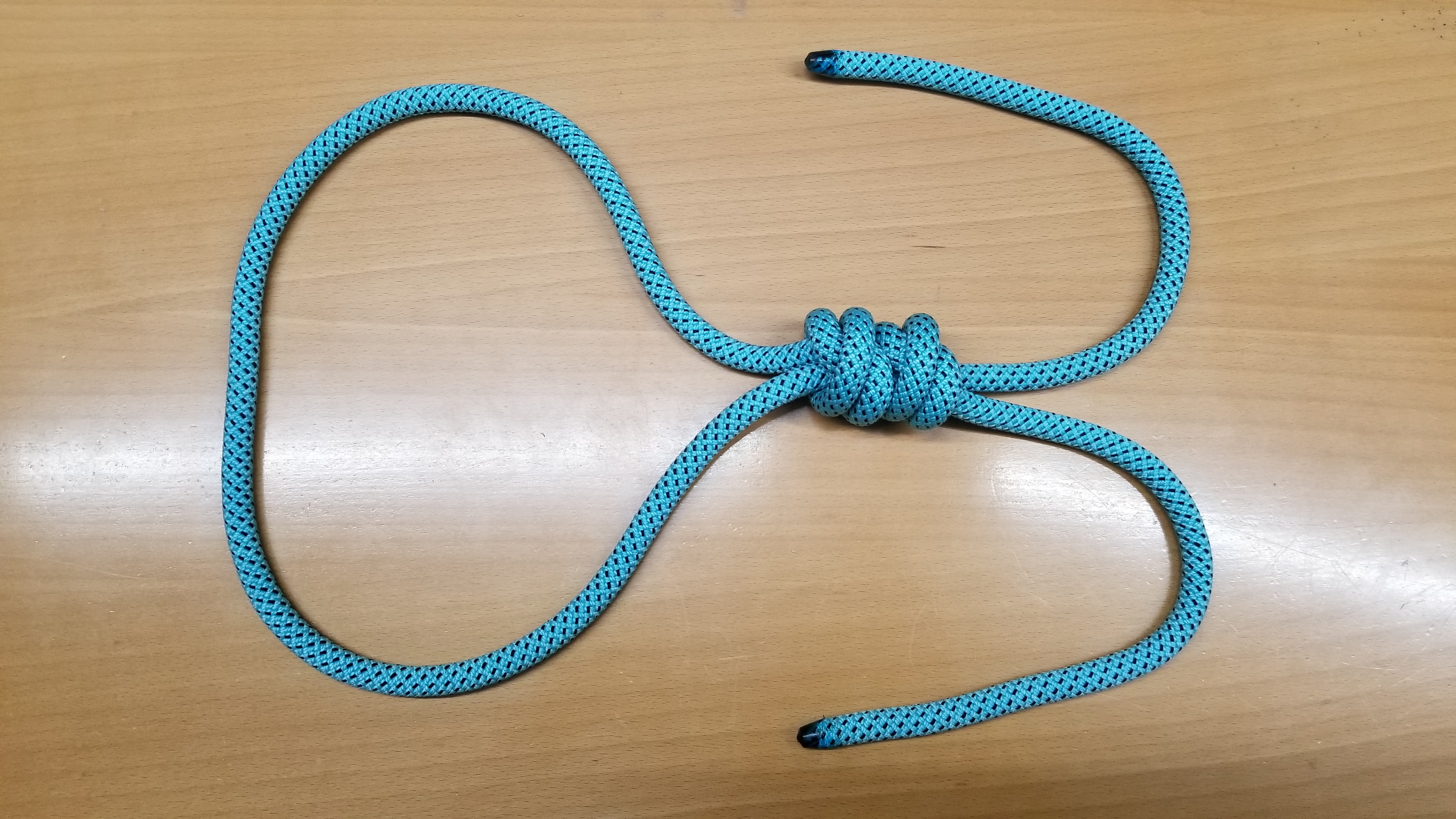
Mit einem Seil geknüpft, ist er ebenfalls die Hälfte eines Doppelten Spierenstichs in Schlaufenform.
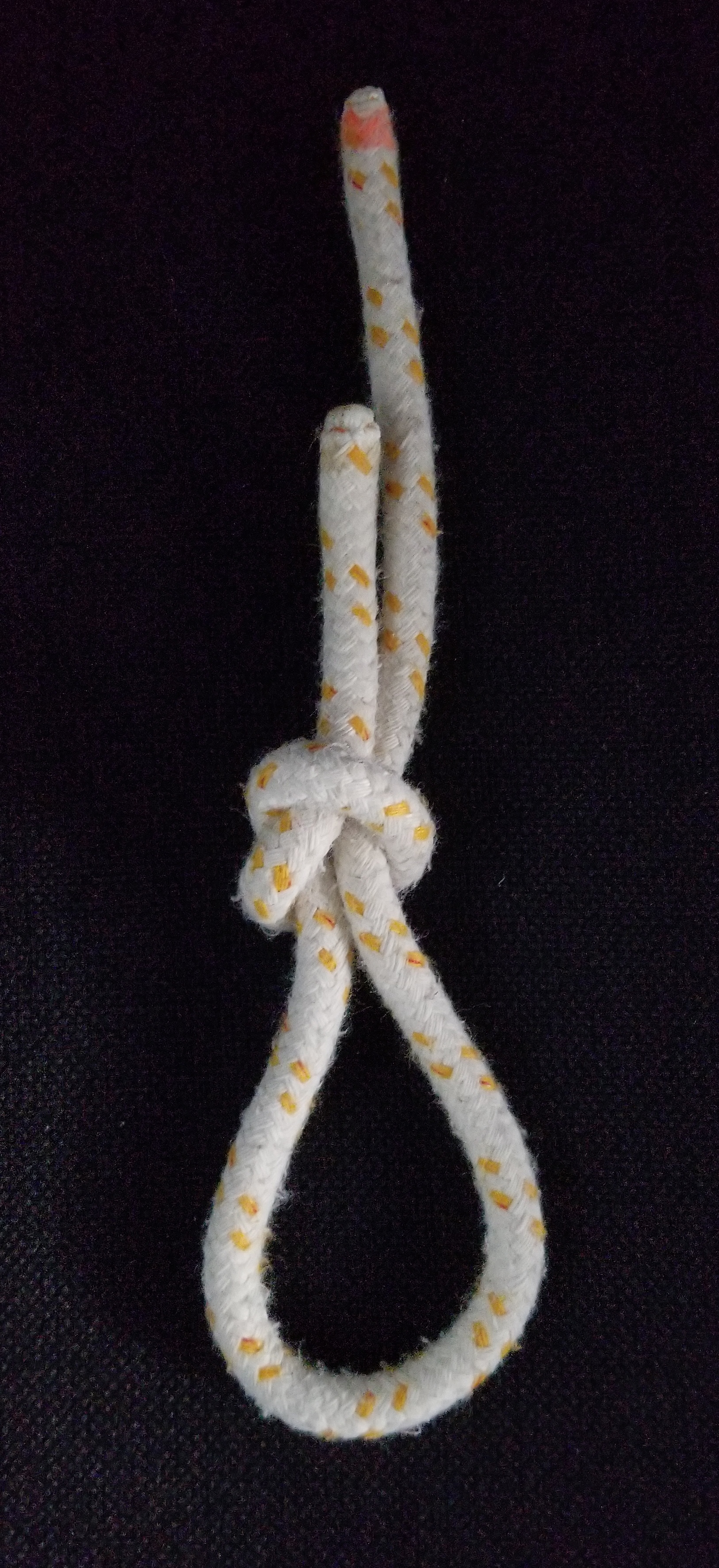
Mit nur einem Einfachen Überhandknoten erhält man die Einfache Schlinge.
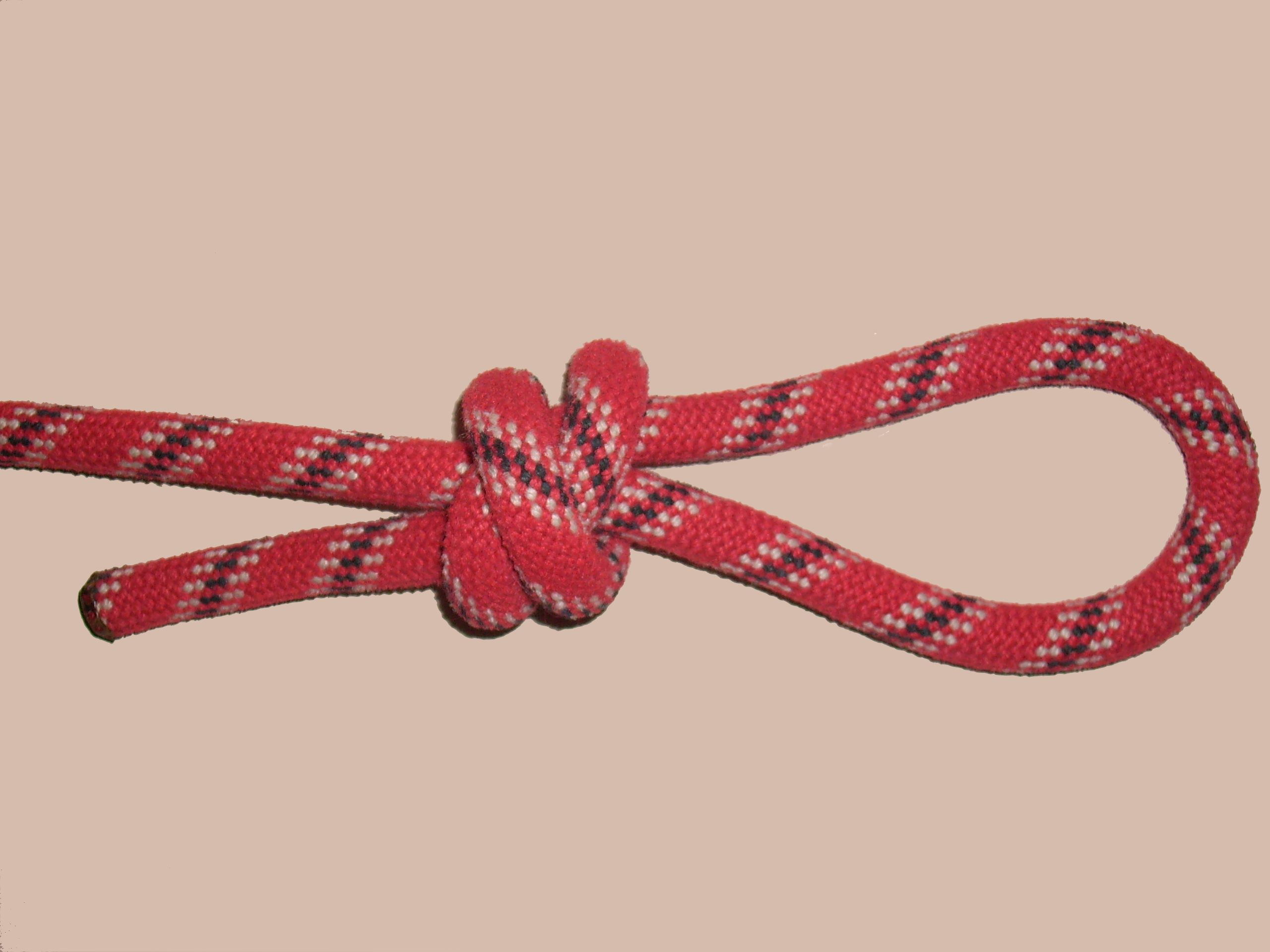
Zum Vergleich, hier nochmal der Höhlenknoten, mit einem Doppelten Überhandknoten.
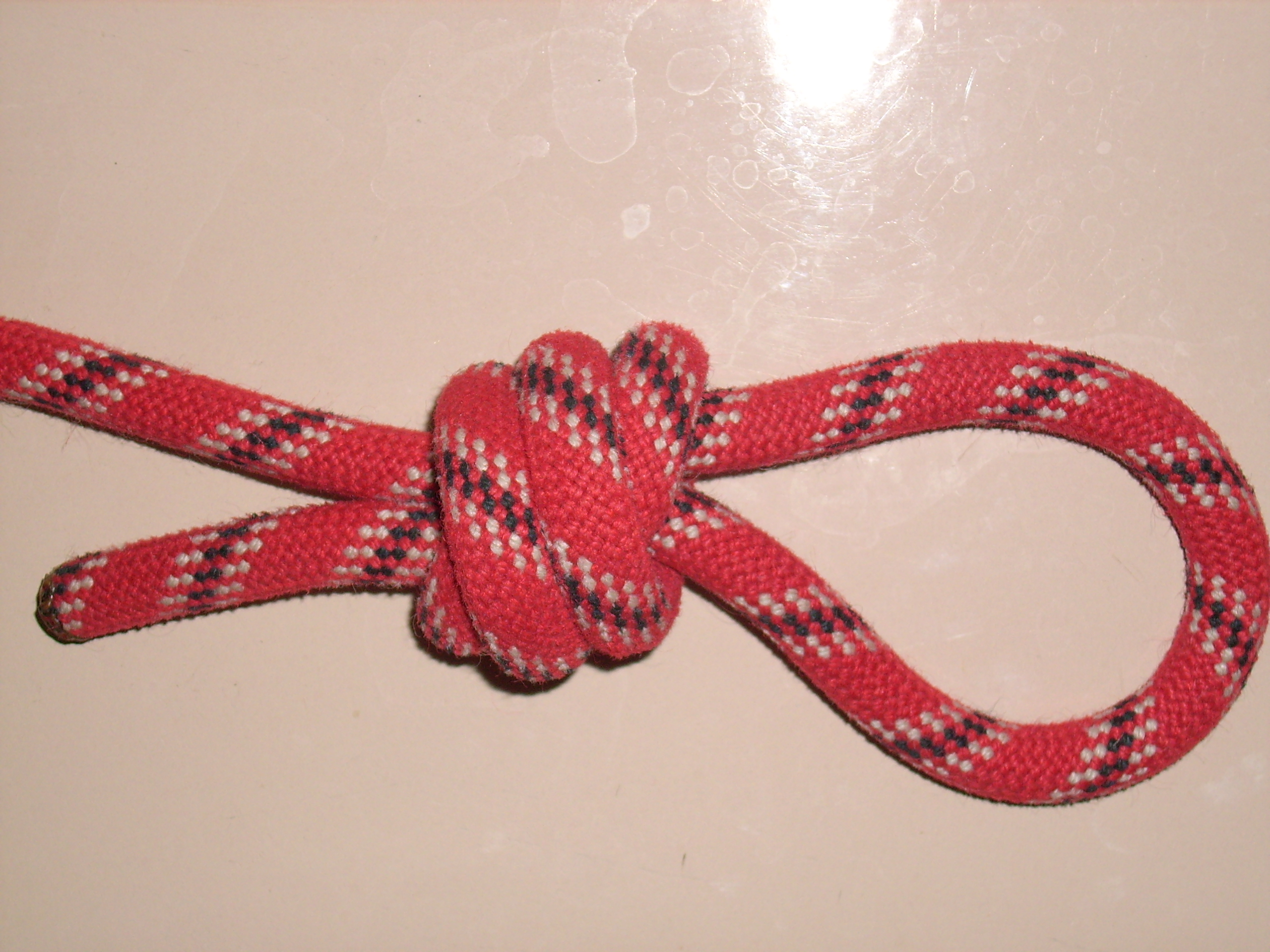
Mit einem Dreifachen Überhandknoten erhält man einen Zweistrang-Bändselknoten..
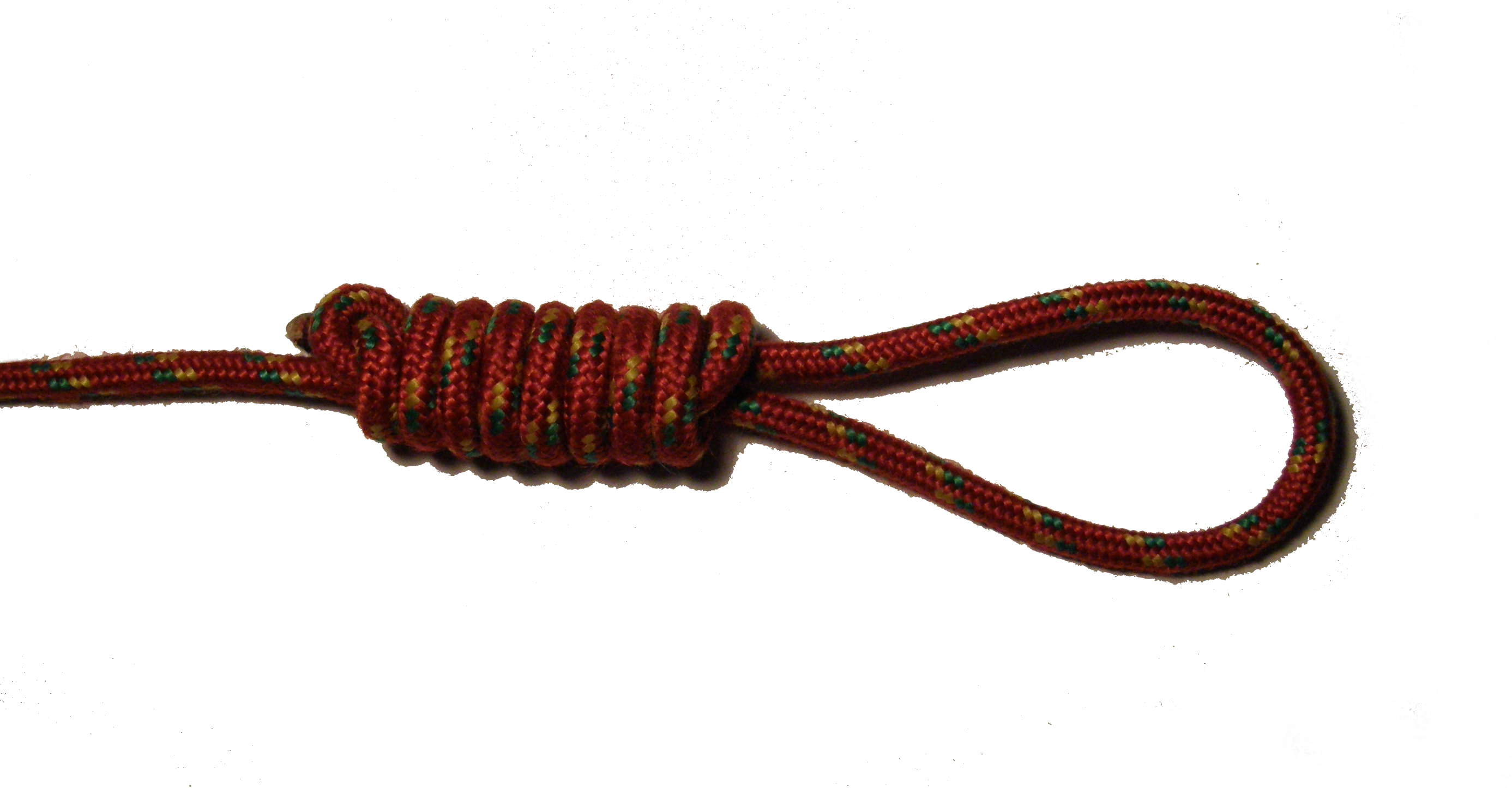
Mit mehreren Wicklungen und einer anderen Knotentechnik entsteht ein Henkersknoten.